# Archcraft
Archcraft és una distribució GNU/Linux mínima de l'⁣Índia, basada en Arch Linux, per a l'⁣arquitectura de programari x86-64, amb un sistema d'alliberament alliberament continu (rolling release) de forma trimestral.
La distribució ofereix una interfície gràfica d'usuari que utilitza gestors de finestres en lloc d'⁣entorns d'escriptori, ja que compta amb Openbox (com a gestor de finestres d'apilament/flotant) i bspwm com a gestor de finestres en mosaic. No obstant això, també hi ha la possibilitat de tenir múltiples compositors de Wayland preconfigurats (Sway, Wayfire, River, Hyprland i NEWM).
Archcraft s'instal·la utilitzant els instal·ladors Calamares o ABIF, i inclou el gestor de paquets YAY per facilitar l'obtenció de programari de l'⁣Arch User Repository (AUR).

## Característiques
Archcraft posseeix les següents característiques:
- Pacman com a gestor de paquets.
- Compatibilitat amb BIOS i UEFI.
- Té l'instal·lador Calamares
- És un LiveCD ISO/USB.
- És Rolling release, similar a Archlinux.
- Té suport d'⁣AUR mitjançant YAY.
- Posseeix el programari d'arrancada gràfica Plymouth configurat.
- Posseeix instal·lat GRUB 2 com a carregador d'arrencada.
- Ofereix múltiples gestors de finestres preconfigurats (openbox, bspwm, i3wm) per a diversos estils.
- Posseeix múltiples utilitats d'entorn ja personalitzades (Tint2, Polybar,[9] Rofi,[10] Dunst) per a diversos estils.
- Té la possibilitat de tenir múltiples compositors de Wayland preconfigurats (Sway, Wayfire, River, Hyprland i NEWM)

## Llançaments
Des de l'any 2020 al present, Archcraft té els següents llançaments:
| Versió            | Data       |
| ----------------- | ---------- |
| Archcraft_07_2020 | 26/07/2020 |
| Archcraft_08_2020 | 19/08/2020 |
| Archcraft_09_2020 | 31/08/2020 |
| Archcraft_10_2020 | 02/10/2020 |
| Archcraft_01_2021 | 31/12/2020 |
| Archcraft_04_2021 | 11/04/2021 |
| Archcraft_05_2021 | 26/05/2021 |
| v21.06            | 09/06/2021 |
| v21.09            | 24/09/2021 |
| v21.10            | 04/10/2021 |
| v22.02            | 03/02/2022 |
| v22.04            | 08/04/2022 |
| v22.06            | 08/06/2022 |
| v22.07            | 18/07/2022 |
| v22.09            | 17/09/2022 |
| v23.01            | 31/12/2022 |
| v23.01.20         | 20/01/2023 |
| v23.04            | 02/04/2023 |
| v23.04.17         | 17/04/2023 |
| v23.05            | 01/05/2023 |
| v23.07            | 05/07/2023 |

## Versions Premium/Prime
A la pàgina web d'Archcraft hi ha una secció anomenada Premium amb versions de pagament. Aquesta versió d'Archcraft ofereix Openbox, Bspwm i i3wm, així com tots els compositors exclusius de Wayland Sway, Wayfire, River, Hyprland i NEWM preinstal·lats i preconfigurats en un una sola imatge ISO.

## Galeria

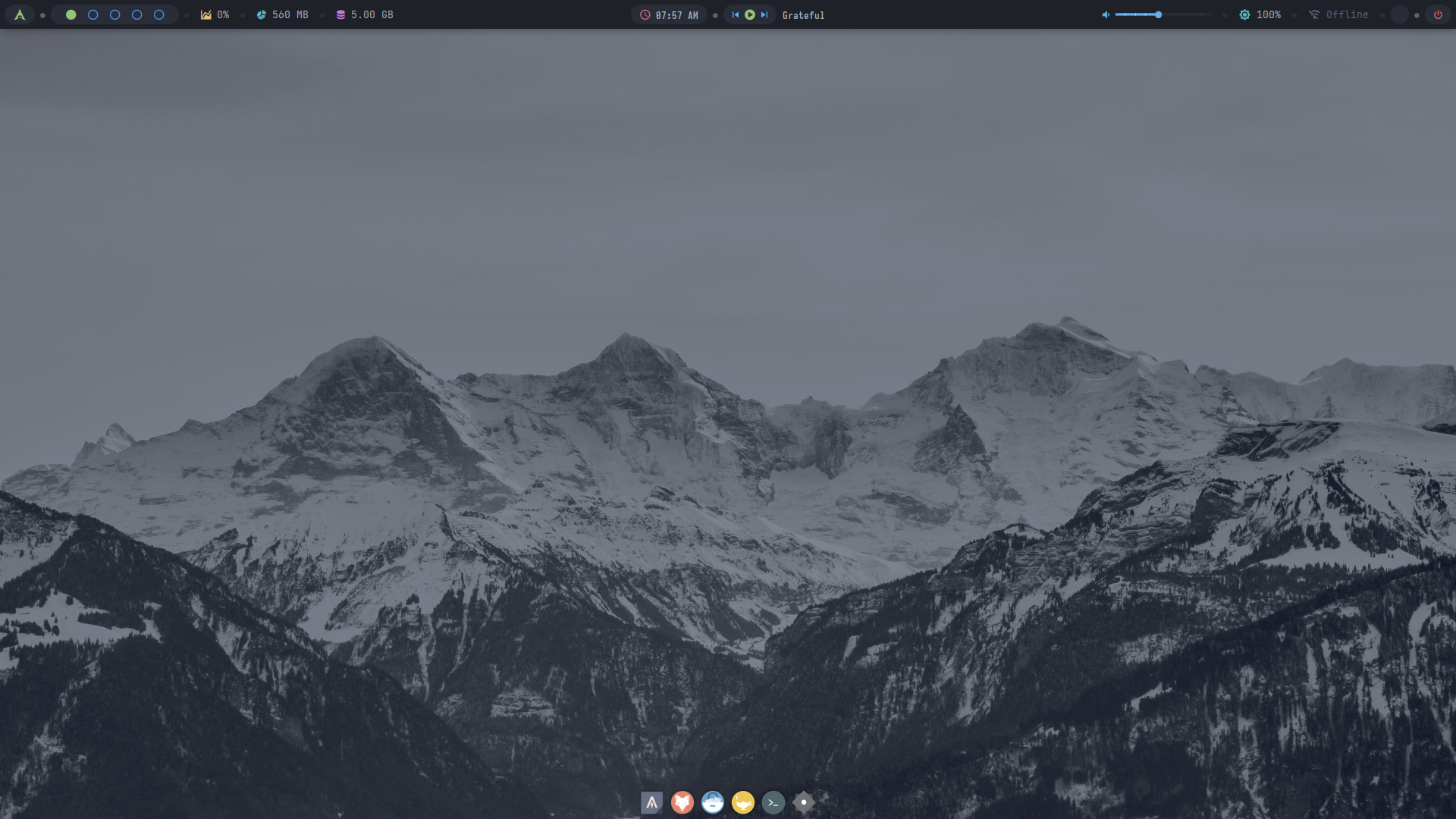
Archcraft v2023.04 Openbox
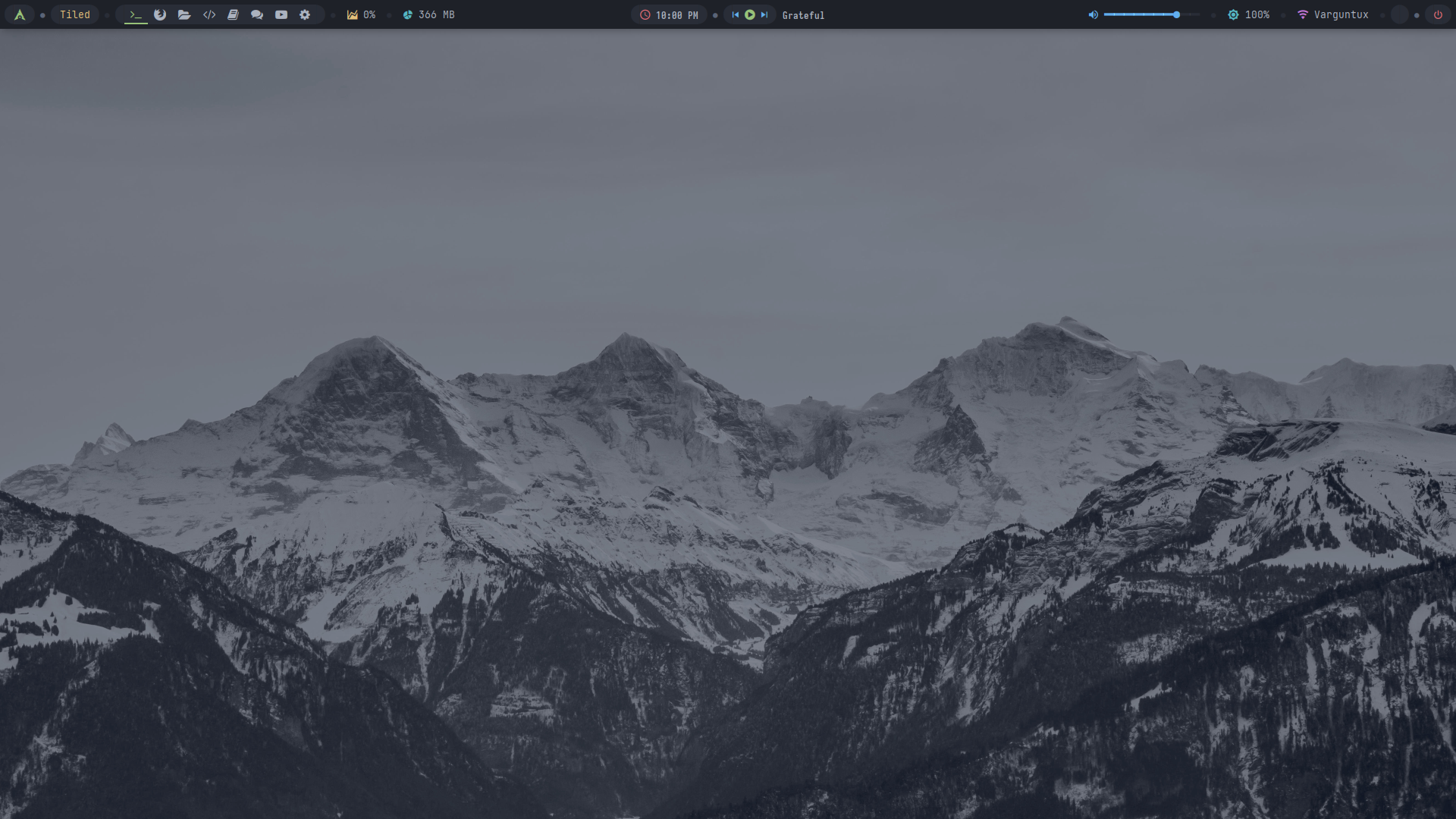
Captura de pantalla d'Archcraft v2023.04, amb Bspwm com a gestor de finestres de mosaic .
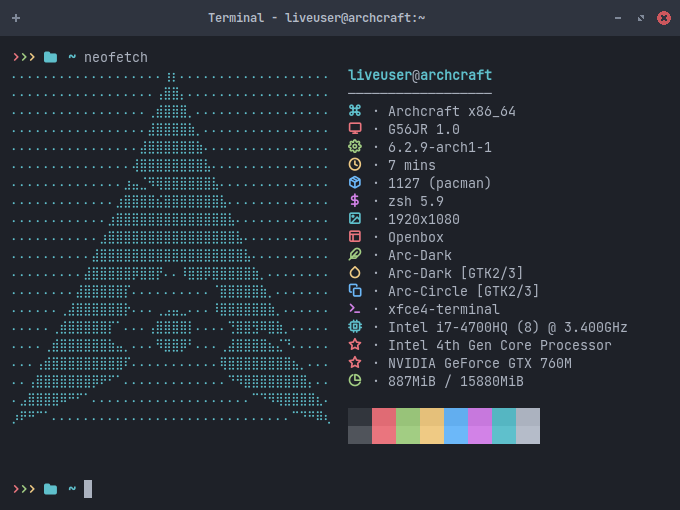
Neofetch en un emulador de terminal a Archcraft
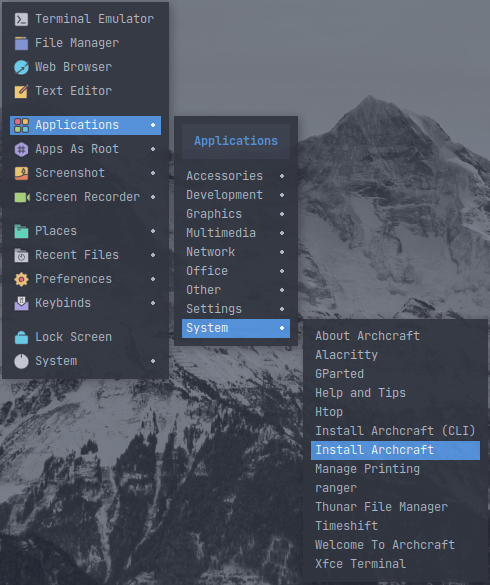
Ubicació de l'Instal·lador d'Archcraft a Openbox
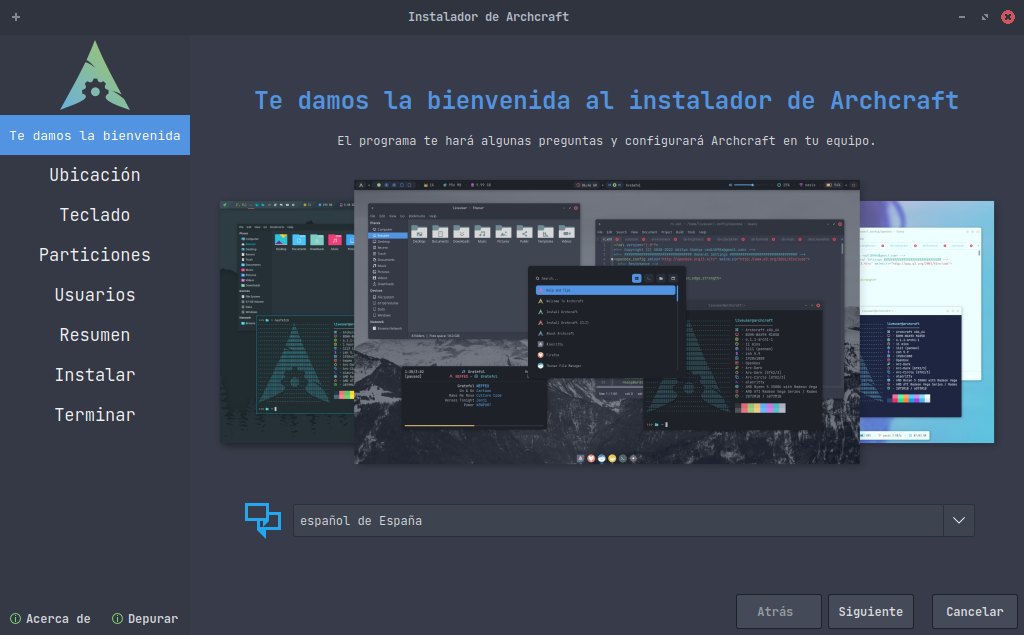
Instal·lador Calamars a Archcraft
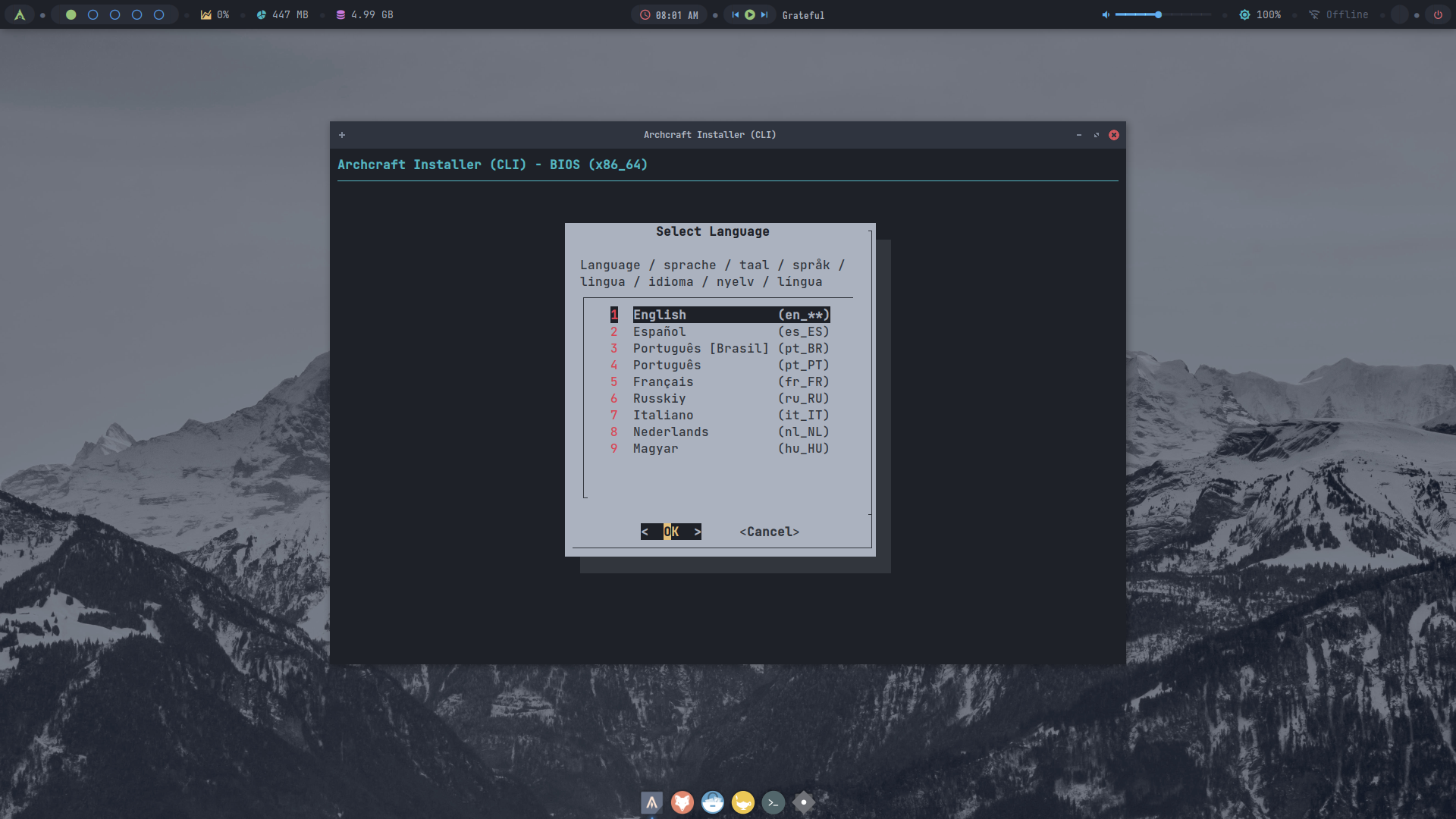
Instal·lador ABIF a CLI, a Archcraft
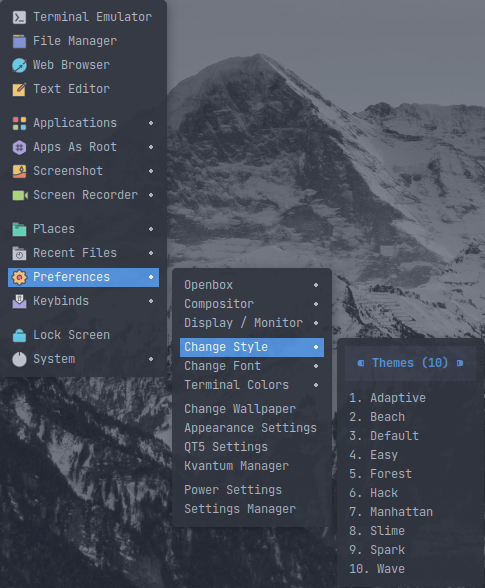
Estils d'Openbox a Archcraft